# Michael Jung (cavalier)
Pour les articles homonymes, voir Michael Jung et Jung.

Michael Jung, né le 31 juillet 1982 à Bad Soden am Taunus, est un cavalier professionnel allemand de concours complet d'équitation et de CSO.
Il est double champion du monde lors des Jeux équestres mondiaux de Lexington par équipe et en individuel en 2010, double champion d'Europe par équipe et en individuel en 2011 à Luhmuehlen (Allemagne), ainsi que double champion olympique aux Jeux olympiques de Londres en 2012 en concours complet par équipe et en individuel. Il a remporté les titres de champion d'Europe et de champion olympique avec son cheval Sam. Il est sacré champion olympique à Rio en individuel. Également vainqueur des CCI4* de Luhmühlen, Badminton, Lexington et Burghley mais aussi 2e et 3e du CCI 4* de Pau en 2016. 
Il habite à Horb am Neckar. Il évolue également au haut niveau de Saut d'Obstacle.

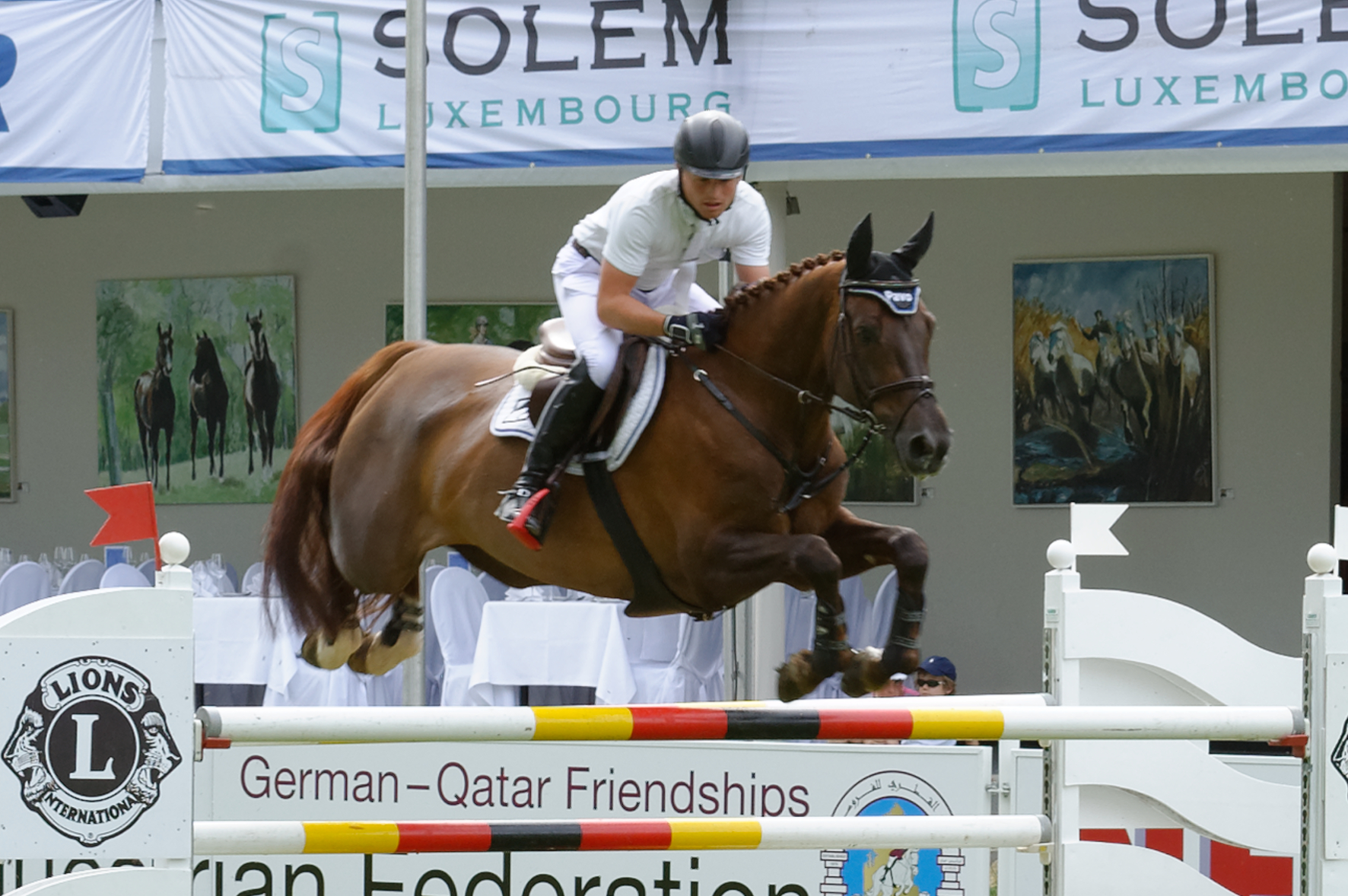
Internationales Pfingstturnier Wiesbaden 2014.
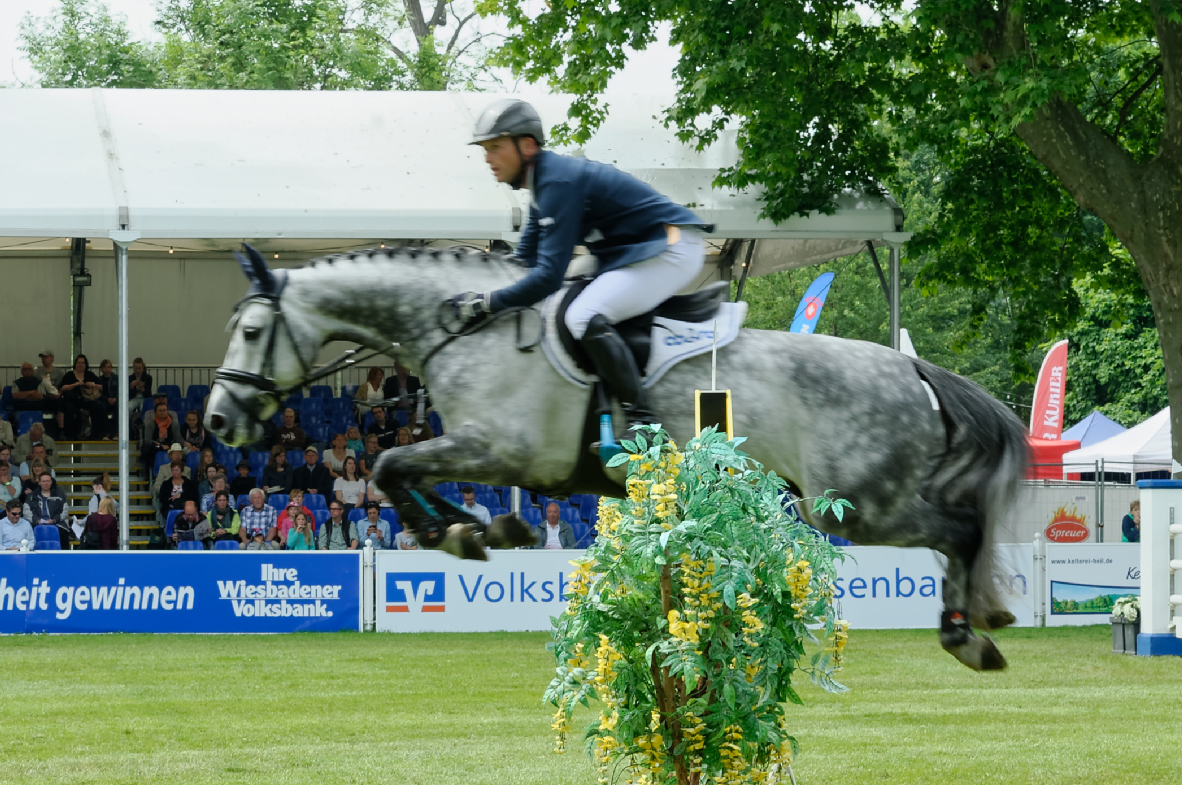
CSIYH* Wiesbaden 2015
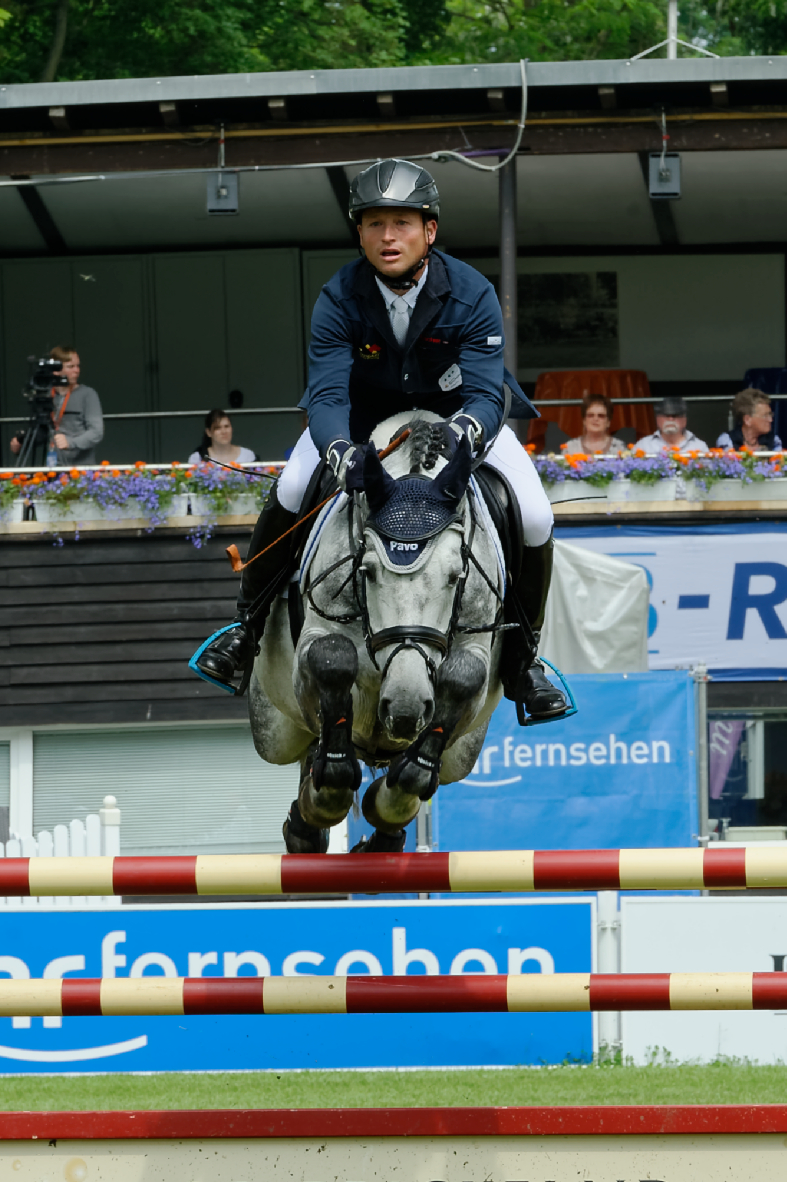
CSIYH* Wiesbaden 2015

## Palmarès
- 2009 : 
  - Vainqueur du CIC3* de Wiesbaden avec Sam
  - Vainqueur du CCI4* de Luhmühlen avec Sam
  - Médaille de bronze au Championnat d'Europe avec Sam
  - Vainqueur du CIC3* de Cameri Novara avec River Of Joy
- 2010 : 
  - Vainqueur du CIC3* de Marbach avec Sam
  - Vainqueur du CIC3* de Wiesbaden avec River Of Joy
  - Vainqueur du CIC3* de Strzegom avec River Of Joy
  - Médaille d'or par équipe et en individuel aux Jeux Equestres Mondiaux de Lexington avec Sam

- 2011 : 
  - Vainqueur du CICO3* de Fontainebleau avec Sam
  - Vainqueur du CIC3* de Marbach avec Sam
  - Vainqueur du CIC3* de Wiesbaden avec River Of Joy
  - Vainqueur du CIC3* de Strzegom avec Leopin FST
  - Vainqueur du CICO3* d’Aix-la-Chapelle avec Sam
  - Médaille d'or par équipe et en individuel au Championnat d'Europe de Luhmühlen avec Sam
  - Vainqueur du Championnat du Monde des Jeunes Chevaux au Lion d'Angers de 6 ans avec FisherRocana

- 2012 :
  - Vainqueur du CICO3* de Fontainebleau avec Leopin FST
  - Vainqueur du CIC3* de Marbach avec Sam
  - Vainqueur du CIC3* de Luhmühlen avec River Of Joy
  - Vainqueur du CCI4* de Luhmühlen avec Leopin FST
  -  Médaille d'or par équipes et en individuel aux Jeux olympiques de Londres avec Sam
  - Vainqueur du CIC3* du Haras du Pin avec Halunke FBW
  - Vainqueur du CIC3* de Schenefeld avec Leopin FST

- 2013 : 
  - Vainqueur du CICO3* de Fontainebleau avec Sam
  - Vainqueur du CIC3* de Luhmühlen avec Halunke FBW
  - Médaille d'or par équipe et en individuel au Championnat d'Europe de Malmö avec Halunke FBW
- 2014 : 
  - Vainqueur du CICO3* de Strzegom avec Sam
  - Médaille d'or par équipe et d'Argent en individuel aux Jeux Equestres Mondiaux de Caen avec FisherRocana
  - Vainqueur du Championnat du Monde des Jeunes Chevaux au Lion d'Angers de 6 ans avec Star Connection
  - Vainqueur du CSI2* de Salzbourg avec Tamarindo LS

- 2015 : 
  - Vainqueur du CICO3* de Fontainebleau avec Sam
  - Vainqueur du CSI2* de Lanaken avec Sportsmann S
  - Vainqueur du CCI4* de Lexington avec FisherRocana
  - Vainqueur du CIC3* de Marbach avec Halunke FBW
  - Vainqueur du CSI4* de Wiesbaden avec Sportsmann S
  - Vainqueur du CSI2* de Balve avec Sportsmann S
  - Vainqueur du CCI3* de Strzegom avec FisherTakinou
  - Vainqueur du CCI4* de Burghley avec Sam
  - Médaille d'or par équipe et en individuel au Championnat d'Europe de Malmö avec FisherTakinou
  - Vainqueur du Championnat du Monde des Jeunes Chevaux au Lion d'Angers  de 6 ans avec FisherIncantas
  - Vainqueur du CSI3* de Munich avec Captain Sparrow 5

- 2016 :
  - Vainqueur du CICO3* de Fontainebleau avec Sam
  - Vainqueur du CCI4* de Lexington avec FisherRocana
  - Vainqueur du CCI4* de Badminton avec Sam
  - Vainqueur du CICO3* d’Aix-la-Chapelle avec FisherTakinou
  -  Médaille d'or en individuel 
  -  Médaille d'argent par équipes aux Jeux olympiques de Rio avec Sam

- 2017 : 
  - Vainqueur du CCI4* de Lexington avec FisherRocana
  - Vainqueur du CIC3* de Marbach avec Lennox 364
  - Vainqueur du CSI4* de Wiesbaden avec FisherChelsea
  - Vainqueur du CIC3* de Jardy avec Star Connection
  - Vainqueur du CSI4* de Ommen avec Sportsmann S
- 2018 : 
  - Vainqueur du CSI3* avec Francfort avec FisherChelsea
  - Vainqueur du Cross Indoor de Bordeaux avec Corazon
  - Vainqueur d'un CSI5* de Goteborg avec FisherChelsea
  - Vainqueur du CSI4* de Dortmund avec FisherDaily Impressed
  - Vainqueur du CIC3* de Pratoni Del Vivaro avec FisherRocana
  - Vainqueur du CSI4* de Wiesbaden avec Sportsmann S
  - Vainqueur du CIC2* de Jardy avec Choclat
  - Vainqueur du CSI3* de Munich avec FisherDaily Impressed
  - Vainqueur du CCI3* de Strzegom avec Lennox 364

- 2024 : 
  -  Médaille d'or en individuel aux Jeux olympiques de Versailles avec Chipmunk